# Enånger
Enånger est une localité de Suède dans la commune d'Hudiksvall située dans le comté de Gävleborg.
Sa population était de 624 habitants en 2019.